# (314040) Tavannes
(314040) Tavannes est un astéroïde de la ceinture principale.

## Description
(314040) Tavannes est un astéroïde de la ceinture principale. Il fut découvert le 4 janvier 2005 à Vicques par Michel Ory. Il présente une orbite caractérisée par un demi-grand axe de 2,32 UA, une excentricité de 0,08 et une inclinaison de 4,4° par rapport à l'écliptique.

## Compléments